# مايلز هاموند
مايلز هاموند (11 يناير 1996 في المملكة المتحدة - ) (بالإنجليزية: Miles Hammond)‏ هو لاعب كريكت بريطاني. لعب مع نادي مقاطعة غلوستر للكريكت ‏.

## وصلات خارجية
- مايلز هاموند على موقع إي آس بي آن كريك إنفو (الإنجليزية)